# Angelica Aposteanu
Angelica Aposteanu, född den 21 augusti 1954 i Bistrița i Rumänien, är en rumänsk roddare.
Hon tog OS-brons i åtta med styrman i samband med de olympiska roddtävlingarna 1980 i Moskva.